# 古韦拉克鲁斯文化
古韋拉克魯斯文化（英語：Classic Veracruz culture），或稱墨西哥灣沿岸古文化（英語：Gulf Coast Classic culture），是指今墨西哥韋拉克魯斯州北部和中部地區的古代文化。
該文化有時被與托托納克族（英語：Totonac）聯繫在一起，該族群在西班牙征服阿茲特克帝國時即生活於該文化所在地區；然而，缺乏證據表明該族群是該文化的創造者。